# Tanyproctus lanatus
Tanyproctus lanatus är en skalbaggsart som beskrevs av Louis Alexandre Auguste Chevrolat 1873. Tanyproctus lanatus ingår i släktet Tanyproctus och familjen Melolonthidae. Inga underarter finns listade i Catalogue of Life.